# Liste der Naturdenkmale in der Stadt Flensburg
Die Liste der Naturdenkmale in der Stadt Flensburg enthält die Naturdenkmale der kreisfreien Stadt Flensburg in Schleswig-Holstein.

## Naturdenkmale
Link zu einem Kartenansichtstool (u. a. um Koordinaten zu setzen)

| Bild            | Bezeichnung                                                        | Ort                                  | Lage                              | Beschreibung | Datum            | Nummer |
| --------------- | ------------------------------------------------------------------ | ------------------------------------ | --------------------------------- | --- | ---------------- | ------ |
| BW              | Christiansenpark Ost                                               | Westliche Höhe/Friesischer Berg      | (54° 47′ 7,6″ N, 9° 25′ 35,5″ O)  | Schutzgrund Schönheit, Eigenart, landeskundliche Gründe                                                                               | 18. Oktober 2019 | 1      |
| BW              | Linde auf dem Grundstück Stuhrsallee 33                            | Friesischer Berg Stuhrsallee 33      | (54° 47′ 4,8″ N, 9° 25′ 44,1″ O)  | Schutzgrund Eigenart | 18. Oktober 2019 | 2      |
| BW              | Zwei Blutbuchen am Dänischen Konsulat                              | Westliche Höhe Nordergraben 19       | (54° 47′ 14,6″ N, 9° 25′ 51,5″ O) | Schutzgrund Schönheit, Eigenart | 18. Oktober 2019 | 3      |
| BW              | Platane auf dem Grundstück Holstengang 8                           | Westliche Höhe Holstengang 8         | (54° 47′ 15,8″ N, 9° 25′ 46,3″ O) | Schutzgrund Schönheit, Eigenart | 18. Oktober 2019 | 4      |
| BW              | Hainbuche auf dem Grundstück Waitzstr. 3–3a                        | Sandberg Waitzstraße 3–3a            | (54° 46′ 52,3″ N, 9° 26′ 30,7″ O) | Schutzgrund Schönheit, Eigenart | 18. Oktober 2019 | 5      |
| BW              | Baumbestand auf dem Grundstück Alsenstr. 10                        | Nordstadt Alsenstraße 10             | (54° 48′ 33,4″ N, 9° 25′ 14,8″ O) | Schutzgrund Eigenart und Seltenheit                                                                                                   | 18. Oktober 2019 | 6      |
| BW              | Sol-Lie-Park                                                       | Nordstadt Meisenstraße 15a           | (54° 48′ 2,8″ N, 9° 25′ 2,3″ O)   | Schutzgrund stadtgeschichtliche und landeskundliche Bedeutung, Seltenheit, Schönheit und Eigenart                                     | 18. Oktober 2019 | 7      |
| BW              | Baumbestand und große Buche auf dem Fördehang an der Ansgar-Kirche | Nordstadt Apenrader Straße 25        | (54° 48′ 8,5″ N, 9° 25′ 23,9″ O)  | Schutzgrund naturgeschichtliche und landeskundliche Gründe, Schönheit und Eigenart von Baum- und Frühjahrsgeophytenbestand            | 18. Oktober 2019 | 8      |
| BW              | Baumbestand Alt-Fruerlundhof                                       | Fruerlund Alt-Fruerlundhof           | (54° 47′ 37,9″ N, 9° 27′ 32,8″ O) | Schutzgrund Schönheit und Eigenart, Seltenheit des Obstgartenensembles im Stadtgebiet, Stadtgeschichtliche und landeskundliche Gründe | 18. Oktober 2019 | 9      |
| BW              | Ilex im Margarethenhof                                             | Jürgensby                            | (54° 47′ 13,4″ N, 9° 26′ 30″ O)   | Schutzgrund Eigenart (besondere Größe)                                                                                                | 18. Oktober 2019 | 10     |
| BW              | Linde auf dem Grundstück Fördestr. 65                              | Mürwik Fördestraße 65                | (54° 48′ 59,7″ N, 9° 28′ 19,5″ O) | Schutzgrund Eigenart | 18. Oktober 2019 | 11     |
| BW              | Feldgehölz und Großbaumreihe Twedt                                 | Engelsby, Twedt                      | (54° 47′ 47″ N, 9° 28′ 54,5″ O)   | Schutzgrund Eigenart, stadtgeschichtliche/landeskundliche Gründe                                                                      | 18. Oktober 2019 | 12     |
| BW              | Redder Trögelsbyhof                                                | Engelsby                             | (54° 47′ 26″ N, 9° 29′ 18,6″ O)   | Schutzgrund Schönheit, Eigenart, Seltenheit, landeskundliche Gründe                                                                   | 18. Oktober 2019 | 13     |
| BW              | Eibe auf dem Friedhof Adelby                                       | Tarup                                | (54° 47′ 0,7″ N, 9° 28′ 4,4″ O)   | Schutzgrund Eigenart (besondere Größe)                                                                                                | 18. Oktober 2019 | 14     |
| BW              | Eichenreihe an der Landesstraße 21                                 | Tarup                                | (54° 46′ 34,1″ N, 9° 29′ 41,5″ O) | Schutzgrund Schönheit, Eigenart | 18. Oktober 2019 | 15     |
| BW              | Arboretum Villa Sylvana                                            | Westliche Höhe Grüner Weg 2          | (54° 47′ 21,4″ N, 9° 24′ 13,9″ O) | Schutzgrund Seltenheit, Eigenart, Seltenheit, zahlreiche alte Bäume mit dendrologischer Bedeutung                                     | 18. Oktober 2019 | 16     |
| BW              | Eiche auf dem Grundstück Friedrichshöh 15                          | Nordstadt Friedrichshöh 15           | (54° 48′ 41,5″ N, 9° 25′ 22,2″ O) | Schutzgrund Eigenart | 18. Oktober 2019 | 17     |
| BW              | Redder Osterholzweg                                                | Engelsby Osterholzweg                | (54° 47′ 55″ N, 9° 29′ 34,5″ O)   | Schutzgrund Schönheit, Eigenart | 18. Oktober 2019 | 18     |
| BW              | Baumbestand auf dem Museumshang                                    | Friesischer Berg                     | (54° 47′ 11,8″ N, 9° 25′ 54,2″ O) | Schutzgrund Seltenheit, Schönheit, Eigenart                                                                                           | 18. Oktober 2019 | 19     |
| BW              | Eiche auf dem Museumsberg                                          | Friesischer Berg                     | (54° 47′ 8,9″ N, 9° 25′ 52″ O)    | Schutzgrund stadtgeschichtliche/landeskundliche Gründe                                                                                | 18. Oktober 2019 | 20     |
| BW              | Baumbestand Rüllschauer Weg / Adelby-Meierhof                      | Engelsby                             | (54° 47′ 1,1″ N, 9° 29′ 40,2″ O)  | Schutzgrund Schönheit, Eigenart | 18. Oktober 2019 | 21     |
| BW              | Eiche in Solitüde                                                  | Mürwik                               | (54° 49′ 14,1″ N, 9° 29′ 16,8″ O) | Schutzgrund Eigenart | 18. Oktober 2019 | 22     |
| BW              | Eiche auf dem Grundstück Im Tal 21                                 | Nordstadt Im Tal 21                  | (54° 48′ 44,6″ N, 9° 25′ 35,3″ O) | Schutzgrund Schönheit, Eigenart | 18. Oktober 2019 | 23     |
| BW              | Eiche auf dem Grundstück Friedrichstal 42                          | Nordstadt Friedrichstal 42           | (54° 48′ 42,9″ N, 9° 25′ 29,5″ O) | Schutzgrund Schönheit | 18. Oktober 2019 | 24     |
| BW              | Baumhasel auf dem Grundstück Friedrichshöh 11                      | Nordstadt Friedrichshöh 11           | (54° 48′ 40,8″ N, 9° 25′ 22,4″ O) | Schutzgrund Schönheit | 18. Oktober 2019 | 25     |
| BW              | Buche auf dem Grundstück Ziegeleistraße Nr. 23                     | Mürwik Ziegeleistraße 23             | (54° 48′ 21,4″ N, 9° 27′ 21,2″ O) | Schutzgrund Schönheit, Eigenart, Seltenheit                                                                                           | 18. Oktober 2019 | 26     |
| Fotos hochladen | Sumpfzypresse auf dem Grundstück Schiffbrückstr. 8                 | Altstadt Schiffbrückstraße 8         | (54° 47′ 21,3″ N, 9° 26′ 2,5″ O)  | Schutzgrund Seltenheit, Eigenart | 18. Oktober 2019 | 27     |
| BW              | Turner-Eiche                                                       | Nordstadt Bauer Landstraße 37        | (54° 48′ 8,1″ N, 9° 25′ 11,6″ O)  | Schutzgrund landeskundliche Bedeutung                                                                                                 | 18. Oktober 2019 | 29     |
| BW              | Rosskastanie auf dem Grundstück Klostergang 7–9                    | Altstadt Klostergang 7–9             | (54° 46′ 53,2″ N, 9° 26′ 14,2″ O) | Schutzgrund Schönheit | 18. Oktober 2019 | 31     |
| BW              | Eiche in der Marienhölzung                                         | Westliche Höhe Marienhölzungsweg 150 | (54° 47′ 25,3″ N, 9° 23′ 50,5″ O) | Schutzgrund Eigenart | 18. Oktober 2019 | 32     |
| BW              | Eiche an der Straße Adelbytoft                                     | Sandberg Adelbytoft                  | (54° 46′ 55,7″ N, 9° 27′ 9,6″ O)  | Schutzgrund Eigenart | 18. Oktober 2019 | 33     |
| BW              | Eibe auf dem Grundstück Wrangelstraße 10                           | Westliche Höhe Wrangelstraße 10      | (54° 47′ 17,7″ N, 9° 25′ 28,3″ O) | Schutzgrund Eigenart | 18. Oktober 2019 | 34     |

## Nicht mehr existente Naturdenkmale
Link zu einem Kartenansichtstool (u. a. um Koordinaten zu setzen)

| Bild            | Bezeichnung | Ort                      | Lage                             | Beschreibung                                                                       | Datum                                  | Nummer |
| --------------- | ----------- | ------------------------ | -------------------------------- | ---------------------------------------------------------------------------------- | -------------------------------------- | ------ |
| BW              | Walnussbaum | Flensburg Schiffbrücke 8 | (54° 47′ 23,3″ N, 9° 26′ 1,3″ O) | Baum war nicht mehr in der Naturdenkmalverordnung vom 18. Oktober 2019 aufgeführt. | 22. Februar 1982/Flensburger Tageblatt | 28     |
| Fotos hochladen | Ahorn       | Flensburg Klostergang 9  | (54° 46′ 53″ N, 9° 26′ 12,8″ O)  | Baum war nicht mehr in der Naturdenkmalverordnung vom 18. Oktober 2019 aufgeführt. | 22. Februar 1982/Flensburger Tageblatt | 30     |